# Tohi de Terborgh
Atlapetes terborghi
Espèce
Répartition géographique
Statut de conservation UICN

 NT D2 : Quasi menacé
Le Tohi de Terborgh (Atlapetes terborghi) est une espèce de passereaux de la famille des Passerellidae endémique du Pérou.

## Description
Le Tohi de Terborgh a une couronne qui se rapproche du noisette, passant au roux-cannelle sur la calotte postérieure et la nuque, avec quelques plumes de la même couleur s'étendant jusqu'au haut du dos. Le reste du dos, le dessus des ailes et la queue sont noirs, obscurément imprégnés de tons olivâtres sur le dos et les externes des secondaires. La couverture caudale est noir-olivâtre. Les lores, les larges sourcils, la face et les oreillettes sont noirs, contigus au noir du dos au niveau du cou mais contrastant avec le dos plus foncé. Le menton et la gorge sont jaune-verdâtre clair avec une légère bande malaire olive foncée. La poitrine est vert dilué et le centre du ventre ressemble à la gorge, se fondant sur les flancs vert olive plus foncé. La couverture sous-caudale est légèrement plus pâle. De couleur uniforme, les parties inférieures ont de légères stries obscures partout. La poitrine n'est pas nettement démarquée de la gorge et du ventre plus clairs.

## Répartition
L'espèce est présente sur une très petite aire de répartition dans le Nord de la cordillère Vilcabamba au Pérou.

## Habitat
Elle vit dans la forêt sempervirente montagnarde, probablement entre 1 700 et 2 250 m, où il y a une canopée élevée et un sous-bois dense.

## Population et menaces
Le Nord de la cordillère Vilcabamba est l'une des régions les plus éloignées du Pérou où il y a peu de présence humaine et les populations de cette espèce sont vraisemblablement actuellement en sécurité (J. Fjeldså verbalement 2000). Cependant, aucun spécimen n'a été aperçu depuis 1968.

## Systématique
Le nom valide complet (avec auteur) de ce taxon est Atlapetes terborghi Remsen, 1993.
L'espèce Atlapetes terborghi a été décrite pour la première fois en 1993 par l'ornithologue américain James Van Remsen, Jr (d) (1949-) sous le protonyme Atlapetes rufinucha terborghi, considérant donc ce taxon comme une sous-espèce de Atlapetes rufinucha.
Ce taxon porte en français le nom vernaculaire ou normalisé suivant : Tohi de Terborgh.

## Étymologie
Son épithète spécifique, terborghi, ainsi que son nom vernaculaire « de Terborgh », lui ont été donnés en l'honneur du biologiste américain John Whittle Terborgh (1936-) qui, le 22 juillet 1967 et en compagnie de l'ornithologue américain John Seddon Weske (d) (1936-), a capturé l'holotype à l'aide d'un filet dans la cordillère Vilcabamba à 2 630 m d'altitude.

## Publication originale
- (en) J. V. Remsen, Jr, « Zoogeography and geographic variation of Atlapetes rufinucha (Aves: Emberizinae), including a distinctive new subspecies, in southern Peru and Bolivia », Proceedings of the Biological Society of Washington, Washington, Biological Society of Washington (d), vol. 106, no 3,‎ 1993, p. 429-435 (ISSN 0006-324X et 1943-6327, OCLC 1536434, lire en ligne).